# شاه جهان نامه
شاه جهان نامه (فارسية، وتعني: كتاب الملك جهان) هو نوع من الأعمال المكتوبة عن السلطان المغولي شاه جهان. تُشبه البادشاهنامه ولكن الأخيرة تُشير إلى الإصدارات المزخرفة بشكل فخم.
ومن الأعمال المهمة في هذا النوع هي أعمال المؤرخ إنايت خان الذي كتب في القرن السابع عشر. ظهرت أول ترجمة إنجليزية كاملة من اللغة الفارسية لهذا العمل في القرن التاسع عشر على يد أ.ر. فولر.

## روابط خارجية
- "أعمال عن (الشاه جهان)". 1875.